# 利維塔卡區
利維塔卡區（西班牙語：Distrito de Livitaca），是秘魯的一個區，位於該國南部庫斯科大區的瓊比維卡省，始建於1857年1月2日，面積758.2平方公里，海拔高度3,741米，2005年人口11,403，人口密度每平方公里15人。